# 贡山猕猴桃
贡山猕猴桃（学名：Actinidia pilosula）为猕猴桃科猕猴桃属的植物。分布于中国大陆的云南等地，生长于海拔2,000米的地区，常生长在山地的树林中，目前尚未由人工引种栽培。